# Sátão (freguesia)
A Freguesia de Sátão, com sede na vila que lhe dá o nome, é uma freguesia portuguesa do Município de Sátão, com 18,10 km² de área e 3825 habitantes (censo de 2021), tendo, por isso, uma densidade populacional de 211,3 hab./km².

## Toponímia
O seu nome deriva do nome Árabe Zalatane.[carece de fontes?]

## Demografia
Nota: Pelo decreto nº 38.308, de 20/06/1951, a vila e freguesia de Vila da Igreja, sede do concelho de Sátão, passou a ter a denominação atual.
A população registada nos censos foi:
| Distribuição da População por Grupos Etários | Distribuição da População por Grupos Etários | Distribuição da População por Grupos Etários | Distribuição da População por Grupos Etários | Distribuição da População por Grupos Etários |
| -------------------------------------------- | -------------------------------------------- | -------------------------------------------- | -------------------------------------------- | -------------------------------------------- |
| Ano                                          | 0-14 Anos                                    | 15-24 Anos                                   | 25-64 Anos                                   | > 65 Anos                                    |
| 2001                                         | 744                                          | 625                                          | 1883                                         | 469                                          |
| 2011                                         | 717                                          | 481                                          | 2204                                         | 605                                          |
| 2021                                         | 517                                          | 458                                          | 2011                                         | 839                                          |

## Património
- Igreja do antigo Convento de Nossa Senhora da Oliva